# شريط المهام
في الحوسبة، يطلق اسم شريط المهام (بالإنجليزية: Taskbar)‏ على التطبيق المستخدم لتشغيل ومراقبة البرامج في نظام تشغيل ويندوز 95. توجد بيئات سطح مكتب أخرى تقدم برامج مشابهة تقوم بنفس الوظيفة.

## مايكروسوفت ويندوز
في نظام ويندوز، الموقع الافتراضي لشريط المهام هو أسفل الشاشة. يحتوي على زر ""قائمة ابداً"" في اليمين.

## وصلات خارجية
- الشرح الكامل لشريط المهام على ويندوز 7 وطرق تخصيصه